# Salpis tessera
Salpis tessera är en fjärilsart som beskrevs av Frederick H. Rindge 1971. Salpis tessera ingår i släktet Salpis och familjen mätare. Inga underarter finns listade.